# Стайер (кинокомпания)
Киностудия анимационных фильмов «Стайер» (Студия «Стайер») — студия мультипликационных фильмов, созданная в 1991 году в Москве под руководством режиссёра-мультипликатора Гарри Бардина. Первый коллектив состоял из создателей последнего фильма «Серый волк энд Красная Шапочка», снятого на киностудии «Союзмультфильм».

## Состав студии 1991 года
- Гарри Бардин — режиссёр-постановщик
- Аркадий Мелик-Саркисян — художник-постановщик
- Ирина Собинова-Кассиль — художник-мультипликатор
- Лидия Маятникова — художник-мультипликатор
- Наталья Тимофеева — художник-мультипликатор
- Валерий Струков — оператор

## Состав студии 1994 года
- Гарри Бардин — режиссёр-постановщик
- Аркадий Мелик-Саркисян — художник-постановщик
- Ирина Собинова-Кассиль — художник-мультипликатор
- Лидия Маятникова — художник-мультипликатор
- Наталья Тимофеева — художник-мультипликатор
- Александр Двигубский — оператор-постановщик
- Игорь Скидан-Босин — оператор-постановщик
- Владимир Маслов — художник
- Наталья Донатова — директор картины
- Виктор Корябкин — ассистент художника
- Александр Фадеев — инженер
- Елена Алексеева — бухгалтер
- Иван Ремизов — ассистент оператора

## История
После ремонта помещения и закупки оборудования коллектив новой студии начинает снимать рекламные ролики. За несколько лет их было снято более 20. В 1995 году при поддержке Роскомкино на студии был снят первый короткометражный мультфильм «Кот в сапогах», который завоевал много призов на различных кинофестивалях.
В 2010 году закончена работа над первым полнометражным мультфильмом студии — «Гадкий утёнок».

## Адрес
Россия, Москва, Открытое шоссе, д. 28, корп. 6а

## Настоящее время
Премьера двух новых фильмов Гарри Бардина «Слушая Бетховена» и «Три мелодии» 17 декабря 2015 года. В Выборге на фестивале «Окно в Европу» приз президента фестиваля Гарри Бардину за фильм «Слушая Бетховена».

## Мультфильмы
- 1995 — Кот в сапогах
- 1997 — Чуча
- 2000 — Адажио
- 2001 — Чуча-2
- 2004 — Чуча-3
- 2010 — Гадкий утёнок
- 2013 — Три мелодии
- 2015 — Слушая Бетховена
- 2017 — Болеро-17

## Некоторые рекламные ролики
- Кока-кола
- Моторола
- Колумбийский кофе
- «Иванушка, иди на выборы!»
- Заставка кинокомпании «Стайер»